# Haley Irwin
Haley Lyn Irwin (Thunder Bay, 6 giugno 1988) è una hockeista su ghiaccio canadese.
Ha vinto due medaglie olimpiche nell'hockey su ghiaccio con la nazionale femminile canadese, entrambe d'oro. In particolare ha vinto la medaglia d'oro alle Olimpiadi invernali di Vancouver 2010 e un'altra medaglia d'oro alle Olimpiadi invernali di Soči 2014 e anche la medaglia d'argento il torneo femminile alle Olimpiadi invernali 2018 di Pyeongchang.
Nelle sue partecipazioni ai campionati mondiali ha vinto una medaglia d'oro (2012) e tre medaglie d'argento (2009, 2011 e 2013).